# Western Cartridge Company
A Western Cartridge Company fabrica armas pequenas e munições. Fundada em 1898, foi a precursora da Olin Corporation, formada em 1944, da qual a Western ainda é uma subsidiária, e está sediada em East Alton, Illinois, EUA. A Western Cartridge Company adquiriu a Winchester Repeating Arms Company depois que a Winchester entrou em liquidação judicial em 1931.

## Histórico

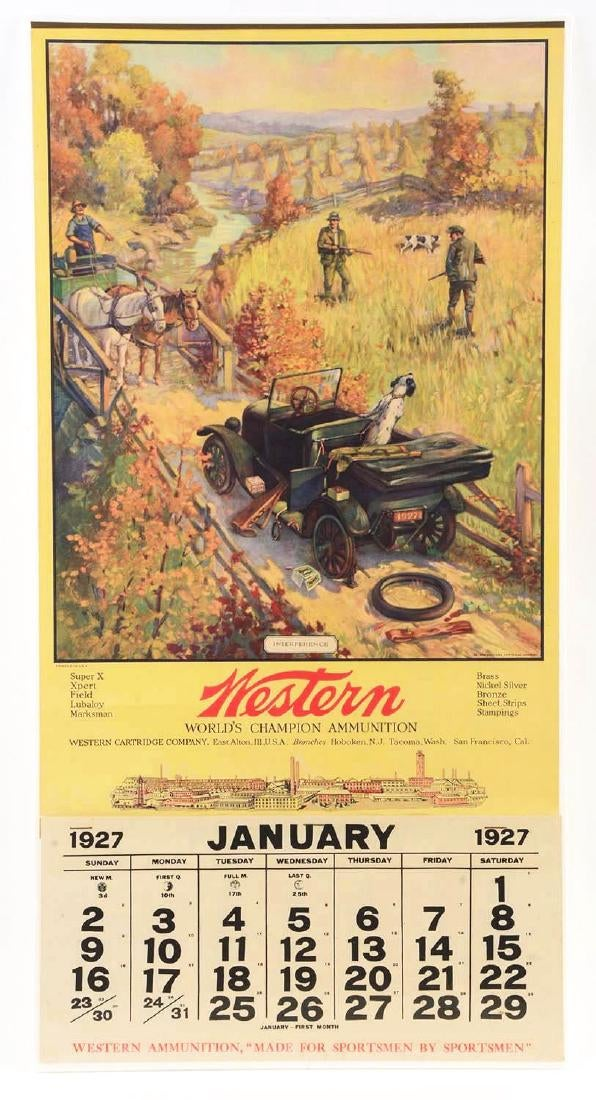
Calendário da Western Cartridge Company.

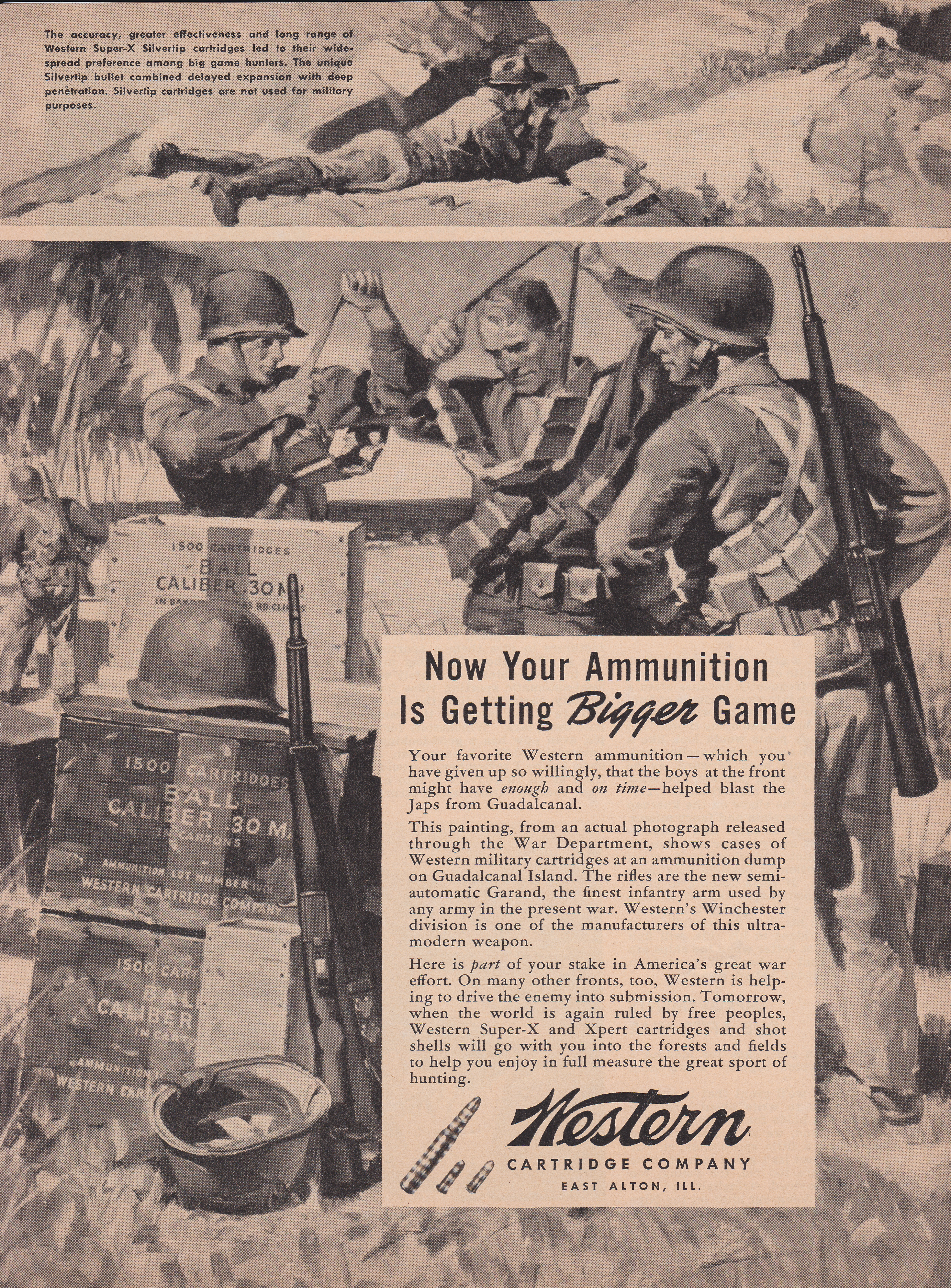
Anúncio da 2ª Guerra Mundial explicando a escassez de munição e a contribuição da Western Cartridge Company para o esforço de guerra.

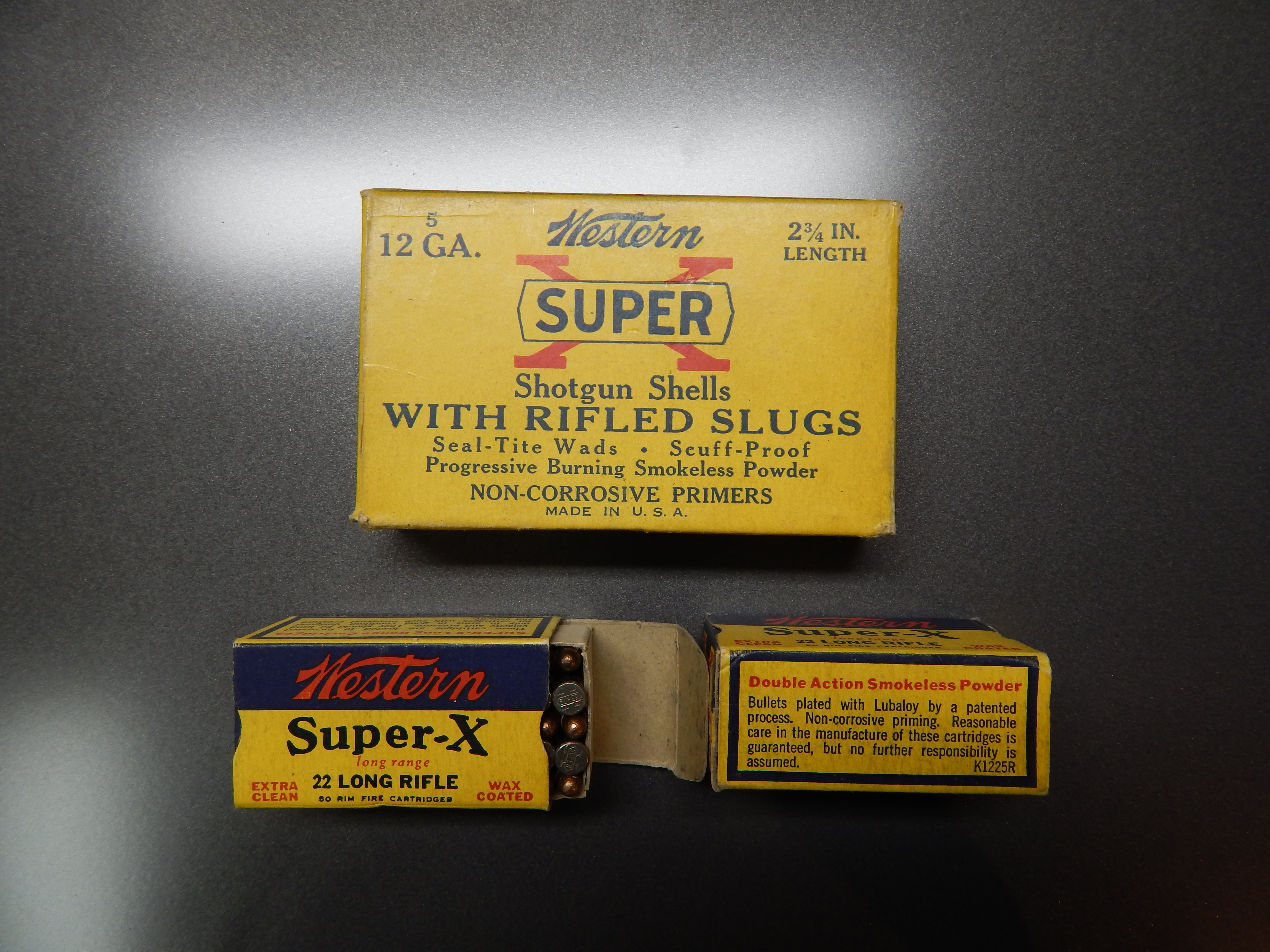
Embalagem de consumidor típica
da Western Cartridge Company de 1960.

Franklin W. Olin formou-se em engenharia pela Cornell University em 1886. Depois de trabalhar em fábricas de pólvora no leste dos Estados Unidos, ele foi um dos vários investidores que fundaram a Equitable Powder Company em 1892 em East Alton, Illinois. A produção de pólvora explosiva para a mineração de carvão do sul de Illinois começou em 1893.
Olin formou a Western Cartridge Company em 1898 para fabricar pólvora esportiva e cartuchos de espingarda para os colonos das Grandes Planícies. Os cartuchos de espingarda usavam espoletas fabricadas por grandes empresas de munição do leste. Quando as empresas com instalações de fabricação de espoletas aumentaram os preços em 1900 para reduzir a concorrência das montadoras independentes de cartuchos de espingarda, a Western Cartridge Company formou a Union Cap and Chemical Company (UCC) em uma joint venture com a Austin Cartridge Company de Ohio. A UCC fabricou espoletas, detonadores e cartuchos de fogo circular de calibre .22 e .32 em East Alton. Os procedimentos de fabricação semelhantes para esses produtos incluíram a fabricação de copos de chapa metálica e o enchimento de partes desses copos com explosivo primário. Os cartuchos de fogo circular traziam um selo "UCC" e a embalagem do produto incluía uma marca registrada da cruz de Malta. A compra da Alliance Cartridge Company em 1907 permitiu a fusão da UCC na Western Cartridge Company.
A marca registrada da cruz de Malta da anterior Union Cap & Chemical Company foi alterada em 1909-1910 para um diamante com o nome "Western" dentro. Este logotipo continuou em uso na década de 1930. A conhecida marca "Super-X" chegou em meados da década de 1920 com cartuchos de espingarda e em 1930-1931 com cartuchos de calibre .22 de fogo circular. Essa marca fazia referência ao anel "X" em um alvo e era usada apenas em cartuchos de alta velocidade.

## Expansão
John Olin, filho do fundador Franklin W. Olin, melhorou os designs dos cartuchos de espingarda na década de 1920 usando uma carga mais forte e pólvora de queima progressiva. A Western produziu 3 bilhões de cartuchos de munição na Segunda Guerra Mundial, e a subsidiária Winchester desenvolveu a carabina M1 dos EUA e produziu a carabina e o rifle M1 durante a guerra. A Western ficou em 35º lugar entre as corporações dos Estados Unidos em valor de contratos de produção em tempo de guerra. Os cartuchos feitos pela Western são estampados com a marca "WCC". A Western Cartridge Company produziu a marca "Western Xpert", agora colecionável, de cartuchos de espingarda nos calibres 12 e 16.[carece de fontes?]

## Relações de trabalho
A empresa enfrentou atividades sindicais e greves em 1941 e 1942, em uma época em que detinha US $ 8,5 milhões em contratos de defesa.
O ativista dos direitos civis Clarence M. Mitchell observou em 1944 que a empresa não contratava trabalhadores afro-americanos. O "Fair Employment Practice Committee" de Franklin Roosevelt realizou audiências e tentou fazer com que a empresa contratasse trabalhadores negros em 1943, mas a comunidade, os proprietários e os funcionários brancos recusaram.